# Chrýssa Kouveliótou
Chrýssa Kouveliótou, en grec Χρύσα Κουβελιώτου, née en 1956 à Athènes en Grèce, est une astrophysicienne, astronome et professeur d'université greco-américaine. Elle obtient, en 2012, le prix Dannie-Heineman d'astrophysique et partage, en 2003, le prix Bruno-Rossi pour ses recherches sur les magnétars,. Le 9 juin 2016 elle devient membre correspondant de l'Académie d'Athènes.

## Formation
Chrýssa Kouveliótou grandit en Grèce.  Elle étudie la physique à l'université d' Athènes,d'où elle est diplômée en 1975. En 1977, elle obtient une maîtrise universitaire en astrophysique à l'université du Sussex en Angleterre. En 1981, elle obtient un doctorat de l'Institut Max-Planck d'anthropologie évolutionniste et de l'université technique de Munich en Allemagne. Elle revient à Athènes, enseigner la physique et l'astronomie à l'université,.

## Activité professionnelle
En 2013, elle est élue à l'académie nationale des sciences aux États-Unis. La même année, elle est élue première vice-présidente de l'Union américaine d'astronomie et en 2015, elle est élue présidente du département de l'astrophysique des hautes énergies et de la physique fondamentale de l'Union astronomique internationale. Elle est également professeur de physique et directrice du Centre de l'astronomie, de la physique et des sciences statistiques (Apsis) à l'université George Washington à Washington, États-Unis.

## Récompenses et honneurs
Chrýssa Kouveliótou reçoit plusieurs prix internationaux. Selon le magazine Time, en 2012, elle fait partie des 25 scientifiques spatiaux les plus influents.
L'astéroïde (28883) Kouveliotou est nommé en son honneur.

## Vie privée
Chrýssa Kouveliótou est veuve de l'astrophysicien néerlandais Jan van Paradijs (en).

## Filmographie
- Aux origines de l'humanité (Death Star) série télévisée[7]